# 이탈리아령 트리폴리타니아
이탈리아령 트리폴리타니아(이탈리아어: Tripolitania Italiana)는 이탈리아의 북아프리카 식민지 중 하나이다. 국가는 조비네차이다.

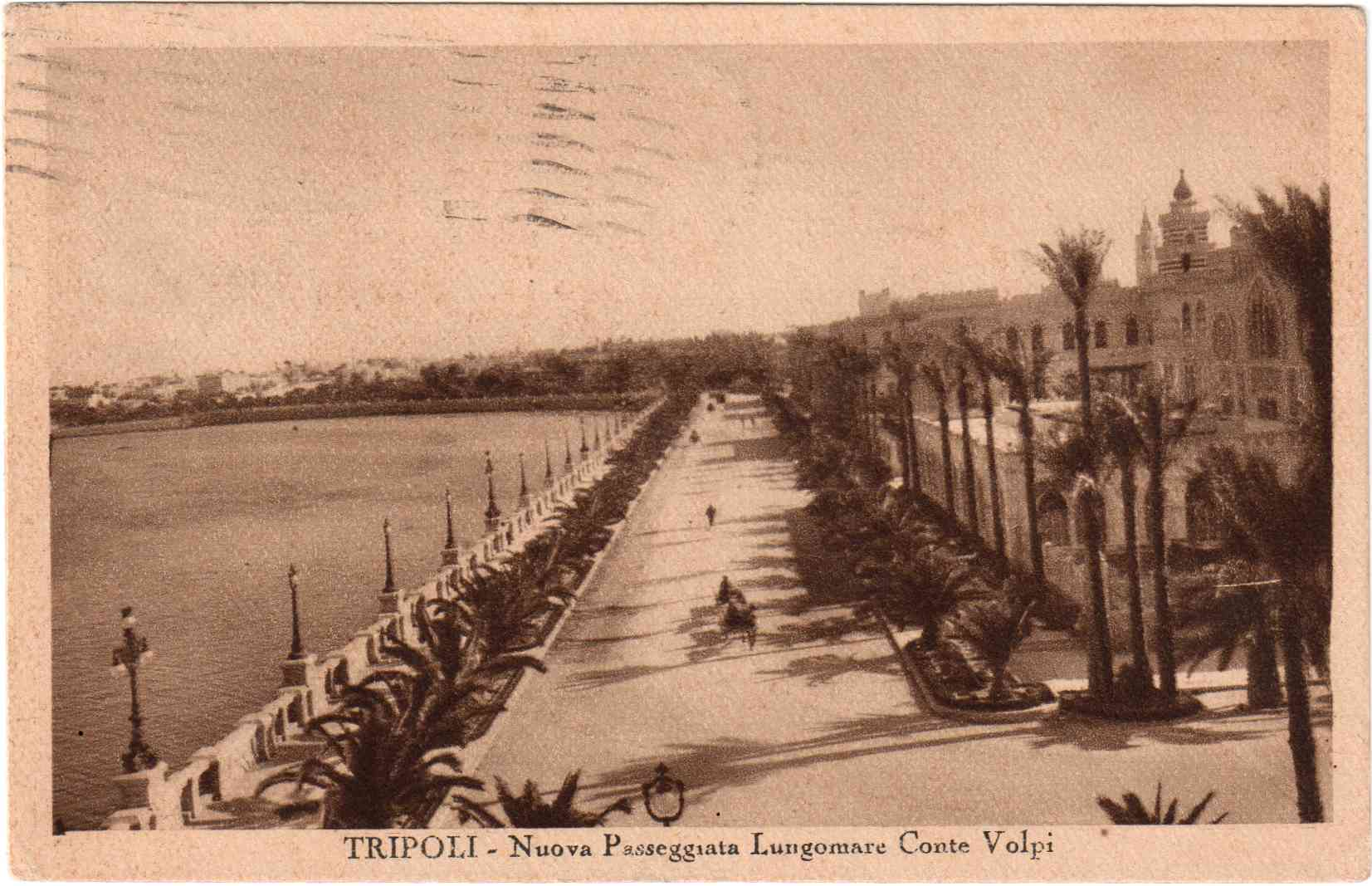
1934년의 트리폴리

## 역사
이탈리아 왕국은 다른 나라들의 영토를 빼았아가기 시작했다. 1910년에는 오스만 제국의 리비아를 넘보기 시작했다. 이것을 알아차린 오스만 제국은 1911년 5월 이탈리아랑 전쟁을 시작했다. 그러나 낡은 군대와 제도로 허술하기에 짝이 없던 오스만 제국은 이 전쟁(이탈리아-투르크 전쟁)에서 크게 패하고 말았다. 전쟁의 대가로 이탈리아는 오스만 제국으로부터 리비아를 획득하였다. 하지만 전쟁중이였던 이탈리아는 이미 트리폴리타니아와 키레나이카를 점령했었고 이미 이탈리아령 트리폴리타니아와 키레나이카, 페잔까지 합쳐 이탈리아령 북아프리카를 선포하였다. 1912년 전쟁이 끝나자 이탈리아는 트리폴리타니아 지방과 키레나이카 지방을 완전히 자기게 되었다. 그러나 남서부 지방의 페잔은 점령하지 못했다. 1926년 지금의 알제리의 일부와 차드의 북부 지방을 가지게 된 이탈리아는 1927년 트리폴리타니아와 키레나이카를 독립시켜주었다. 트리폴리타니아에는 이탈리아령 트리폴리타니아가 선포되었다. 이탈리아령 트리폴리타니아는 시칠리아랑 가깝기 때문에 본국과의 교류가 잘 되었다. 그러나 1933년 영국과 프랑스가 알제리와 니제르를 되찾으면서 이탈리아령 북아프리카는 사라지게 되었다. 이에 화난 당시 권력자 베니토 무솔리니는 1934년 이탈리아령 트리폴리타니아와 이탈리아령 키레나이카를 합쳐 이탈리아령 리비아를 선포하였다. 이탈리아령 트리폴리타니아도 이중 하나가 되었다.

### 필요성
당시 이탈리아령 트리폴리타니아의 수도 트리폴리는 유명한 도시였다. 이탈리아랑 교류하면서 최고의 도시가 되었었다. 트리폴리로 인해 이탈리아는 절대 트리폴리를 팔려고 하지 않았었다. 그리고 트리폴리타니아는 알제리, 튀니지랑 가까워 나중에 무솔리니가 튀니지를 침공하는데 좋은 계기가 되었다.

### 그 후
이탈리아령 리비아가 분리된 이후, 트리폴리타니아는 리비아의 한 부분이 되었다.